# Carly's Song
Carly's Song è un singolo del gruppo musicale tedesco Enigma, pubblicato nel 1993.
La canzone è estratta dalla colonna sonora del film Sliver e contiene un sample rappresentato dalla voce della cantante Namjilyn Norovbanzad, originaria della Mongolia.

## Tracce
1. Carly's Song – 3:47
2. Carly's Song (Jam & Spoon Remix) – 6:31
3. Carly's Loneliness – 3:11
4. Carly's Song (Instrumental) – 4:00